# Periallactis
Periallactis is een geslacht van vlinders van de familie sikkelmotten (Oecophoridae), uit de onderfamilie Oecophorinae.

## Soorten
- P. aclina Turner, 1932
- P. homopasta Turner, 1932
- P. monostropha (Lower, 1897)
- P. panarga Turner, 1932